# Cerro Santo Domingo (Valparaíso)
El cerro Santo Domingo es uno de los 42 cerros de Valparaíso, Chile. Ubicado en el casco fundacional cerca del barrio Puerto, fue el primer cerro habitado de la ciudad, y se caracteriza por sus angostas calles y paseos peatonales.
En 1730 los jesuitas construyeron su templo en el cerro, en donde estuvieron hasta 1767, año de la expulsión de la congregación. El lugar fue cedido a los padres dominicos, que le dieron el nombre al cerro.